# Чайлд, Чарлз Мэннинг
Чарлз Мэннинг Чайлд (англ. Charles Manning Child; 2 февраля 1869, Ипсиланти, Мичиган, США — 19 декабря 1954, Пало-Алто, Калифорния, США) — американский биолог.
Член Национальной академии наук США (1935).

## Биография
Родился Чарлз Чайлд 2 февраля 1869 года в Ипсиланти. Вскоре переехал в Канзас и поступил в Уэслианский университет, который окончил в 1890 году. С 1895 по 1934 год работал в Чикагском университете, с 1937 по 1954 год занимал должность профессора Стэнфордского университета.
Скончался Чарлз Чайлд 19 декабря 1954 года в Пало-Альто.

## Научные работы
Основные научные работы посвящены цитологии и эмбриологии. Чарлз Чайлд — автор теории физиологических градиентов.